# Compsoctena araeopis
Compsoctena araeopis är en fjärilsart som beskrevs av Edward Meyrick 1926. Compsoctena araeopis ingår i släktet Compsoctena och familjen Eriocottidae. Inga underarter finns listade i Catalogue of Life.